# Moonglow
Moonglow är det tyska symfoniska power metal-projektet Avantasias åttonde studioalbum, utgivet i februari 2019 på Nuclear Blast Records och i Japan på Chaos Reigns.
Titelspåret och "The Raven Child" släpptes som singlar med tillhörande text- och musikvideor.
Skivomslaget designades av den svenske illustratören Alexander Jansson.

## Låtlista
1. "Ghost in the Moon" – 9:51
2. "Book of Shallows" – 5:00
3. "Moonglow" – 3:56
4. "The Raven Child" – 11:14
5. "Starlight" – 3:38
6. "Invincible" – 3:07
7. "Alchemy" – 7:28
8. "The Piper at the Gates of Dawn" – 7:20
9. "Lavender" – 4:30
10. "Requiem for a Dream" – 6:08
11. "Maniac" (Michael Sembello-cover) – 4:31

Bonusspår på den japanska utgåvan
1. "Heart" – 3:49

## Medverkande
- Tobias Sammet – sång, basgitarr, keyboard, piano, orkestrering
- Sascha Paeth – gitarr, keyboard, piano, orkestrering
- Michael Rodenberg – keyboard, orkestrering

### Gästartister
Gitarr
- Oliver Hartmann

Trummor
- Felix Bohnke

Keltisk harpa
- Nadia Birkenstock

Sångare
- Ronnie Atkins (medverkar på spår 2, 5, 8)
- Jørn Lande (medverkar på spår 2, 4, 8)
- Eric Martin (medverkar på spår 8, 11)
- Geoff Tate (medverkar på spår 6, 7, 8)
- Michael Kiske (medverkar på spår 10)
- Bob Catley (medverkar på spår 8, 9)
- Candice Night (medverkar på spår 3)
- Hansi Kürsch (medverkar på spår 2, 4)
- Mille Petrozza (medverkar på spår 2)

Bakgrundssångare
- Oliver Hartmann
- Alvin Le Bass
- Billy King
- Bridget Fogle
- Herbie Langhans
- Lerato Sebele
- Stokely Van Dall

## Produktion
- Sascha Paeth – producent, mixning
- Tobias Sammet – producent
- Michael Rodenberg – mastering
- Jacob Hansen, Jon Arbuckle, Marc Görtz, Matt Cohen, Ole Reitmeier, Sheena Sear, Thomas Geiger – inspelningstekniker
- Alexander Jansson – omslagskonst, albumkonst
- Thomas Ewerhard – design